# Federazione cestistica delle Tonga
La Federazione cestistica delle Tonga è l'ente che controlla e organizza la pallacanestro alle isole Tonga.
La federazione controlla inoltre la nazionale di pallacanestro di Tonga e ha sede a Nuku' Alofa.
È affiliata alla FIBA dal 1987 e organizza il campionato di pallacanestro di Tonga.